# Les Steenfort, maîtres de l'orge
Vous pouvez aider à l'améliorer ou bien discuter des problèmes sur sa page de discussion.
- Il ne cite pas suffisamment ses sources. Vous pouvez indiquer les passages à sourcer avec {{référence nécessaire}} ou {{Référence souhaitée}}, et inclure les références utiles en les liant aux notes de bas de page. (Marqué depuis mai 2021)
- Il contient une ou plusieurs listes. Le texte gagnerait à être rédigé sous la forme d’un ou plusieurs paragraphes synthétiques, afin d’être plus agréable à lire. (Marqué depuis mai 2021)

- Archive Wikiwix
- Bing
- Cairn
- DuckDuckGo
- E. Universalis
- Gallica
- Google
- G. Books
- G. News
- G. Scholar
- Persée
- Qwant
- (zh) Baidu
- (ru) Yandex
- (wd) trouver des œuvres sur Wikidata

Production
Diffusion
Les Steenfort, maîtres de l'orge est une mini-série télévisée belgo-française en six épisodes, créée par Jean Van Hamme et diffusée du 25 novembre 1996 au 1999 sur France 2.
Il s'agit de l'adaptation de la série de bande dessinée Les Maîtres de l'orge (éditions Glénat, 1992-1999), du dessinateur Francis Vallès et du scénariste Jean Van Hamme.
La seconde saison a pour nouveau titre Le Destin des Steenfort.

## Synopsis
L'histoire tumultueuse d'une famille de brasseurs de bière ardennais : cinq générations d'ambitieux de 1855 à 1973.

## Distribution

### Première saison
- Jean-Claude Drouot : Charles Steenfort
  - Yann Trégouët : Charles Steenfort, jeune
- Julie du Page : Adrienne
- Pascal Elso : Noël Steenfort
- Florence Pernel : Margrit Steenfort Feldhof
- Christopher Thompson : Adrien Steenfort

### Seconde saison
- Nicole Courcel : Margrit Steenfort
- Pascal Elso : Noël Steenfort
- Bernard Le Coq : Adrien Steenfort
- Johan Leysen : Servais Laurembert
- Isabel Otero : Régine Texel
- Nicolas Vaude : Léopold Garcin

## Production

### Tournage
Le tournage a lieu entre septembre et décembre 1995, en Région wallonne, en Belgique : à Gentinnes (Brabant wallon) pour la ferme de Géronvillers, ainsi qu'en province de Namur, pour Dinant, Crupet, Beauraing, Bouvignes-sur-Meuse et en région de Bruxelles-Capitale, pour Schaerbeek.

### Fiche technique
Sauf indication contraire ou complémentaire, les informations mentionnées dans cette section proviennent du générique de fin de l'œuvre audiovisuelle présentée ici.
- Titre original :
  - Les Steenfort, maîtres de l'orge (première saison, 1996)
  - Le Destin des Steenfort (seconde saison, 1999)
- Création : Jean Van Hamme
- Réalisation : Jean-Daniel Verhaeghe
- Scénario : Jean Van Hamme, d'après sa série de bande dessinée Les Maîtres de l'orge
- Musique : Carolin Petit
- Décors : Ghislaine Vanderdonckt
- Photographie : Jean-Claude Neckelbrouck
- Montage : Julieta Solis
- Casting : Gerda Diddens
- Production : Alain Clert, Ives Swennen et Éric Van Beuren
  - Coproduction : Charline de Lépine et Anne Leduc
- Sociétés de production : BRTN, France 2, ORF, RTBF, RTSI, Son et Lumière et Y.C Aligator Film
- Pays de production :  France,  Belgique
- Langue originale : français
- Format : couleur
- Genre : drame historique, romance
- Nombre de saisons : 2
- Nombre d'épisodes : 6
- Dates de diffusion :
  - France : 25 novembre 1996sur France 2[1]
  - Belgique : 1996 sur RTBF

## Épisodes

### Première saison (1996)

#### Épisode 1:Charles (1854-1855)
- Numéro(s) : 1 (1.1)
- Scénariste(s) : Jean Van Hamme
- Réalisateur(s) : Jean-Daniel Verhaeghe
- Distribution : Yann Trégouët (Charles Steenfort), Julie Du Page (Adrienne), Michael Pas (Franz Texel), Paul Andrieu (monsieur Chevalier), Gilbert Charles (frère Joseph), Bernard Sens (Louis)
- Diffusion(s) : 
  - France 2 : 25 novembre 1996[1]
  - Cuisine.tv :
  - Vivolta :
  - Direct 8 :
- Résumé :  Charles, âgé de 19 ans, est recueilli à la mort de ses parents à l'abbaye de Saint-Arnould, dans les Ardennes, grâce au frère Joseph, son cousin, responsable de la brasserie de l'Abbaye. Novice, il est promis à la vie monacale. Frère Joseph lui transmet un jour le secret de la fabrication de la fameuse bière de l'Abbaye, qui tient pour une large part à la qualité de la levure, secret des moines. Adrienne, une orpheline de 17 ans, vit chez son oncle, tenancier de l'Auberge du Chapon Fleuri, une brute qui la poursuit de ses assiduités. Les destins d'Adrienne et de Charles se croisent au bord d'une rivière où la jeune fille se baigne nue. La vocation précaire de Charles ne résiste pas à la beauté et à la fougue d'Adrienne. Ils s'enfuient vers le village de Charles, Bourg-d'Artois, localité imaginaire du nord de la France. Au village, la majorité de la population travaille à la Brasserie Chevalier, dont le patron, impitoyable, règne en potentat sur ses misérables ouvriers, parmi lesquels Louis, le frère aîné de Charles, et Irène, son épouse. Charles retrouve aussi Franz Texel, un ami d'enfance, fils du vétérinaire qui vient de décéder et d’hériter d'une somme que Charles lui suggère d’investir dans la production d’une bière de qualité. La brasserie Texel & Steenfort voit ainsi le jour, non sans difficultés car le puissant Chevalier se dresse alors en travers de leur route. Franz est bientôt à bout de ressources, mais Charles, « fou obstiné » selon Franz, ne désarme pas : « Nous ferons la meilleure bière ou rien ». Et, pour ce faire, il n'hésite pas à aller voler la levure de l'abbaye de Saint-Arnould. Lors de la remise du prix annuel de la meilleure bière du Brabant, la Texel & Steenfort est couronnée ex-aequo avec la bière de Chevalier, habitué à rafler seul le prix. Le soir même, à sa grande surprise, Charles reçoit les félicitations de Chevalier qui, se faisant une raison et dépourvu d’héritier compétent, lui offre la direction de sa brasserie, avec pour garantie durable la main de sa fille, Élise, jeune fille terne et effacée. Charles abandonne Adrienne, qui, enceinte, vient lui rappeler sa promesse et faire un scandale à l'église lors du mariage. Mais la détermination de Charles, qui privilégie ses ambitions, est inébranlable et il devient le gendre de Chevalier.

On relève quelques différences de détail avec la bande dessinée originelle : ont été notamment supprimées la brève incarcération de Charles, pour avoir soustrait une mineure à la garde de son oncle et tuteur, et l'existence d'un collier de famille de grande valeur que Franz va sacrifier pour sortir Charles de prison.

#### Épisode 2:Margrit (1888-1891)
- Numéro(s) : 2 (1.2)
- Scénariste(s) : Jean Van Hamme
- Réalisateur(s) : Jean-Daniel Verhaeghe
- Distribution : Jean-Claude Drouot (Charles Steenfort), Florence Pernel (Margrit Steenfort-Feldhof), Pascal Elso (Noël Steenfort), Laure Duthilleul (Elise Steenfort-Chevalier), Lucas Van de Eynde (Peter Texel)
- Diffusion(s) : 
  - France 2 :
  - Cuisine.tv :
  - Vivolta :
  - Direct 8 :
- Résumé : Trente ans plus tard, à 53 ans, Charles est devenu un potentat cynique, autoritaire et colérique, qui gère d’une main de fer la brasserie de sa femme, Elise, psychiquement fragile. Sans enfant, le couple a adopté Noël (34 ans) à la mort de Louis et d'Irène. Lors de son dernier déplacement en Allemagne, Noël a épousé une magnifique Munichoise :  Margrit Feldhof, 22 ans et au caractère bien trempé. Charles est immédiatement intrigué et séduit par la jeune femme, qui ne tarde pas à son tour à lui témoigner de l’intérêt. Noël a rapporté de Munich la technique du « Lager », une nouvelle bière blonde, que Charles décide d'être le premier en France à brasser. Mais Elise lui refuse catégoriquement l’argent nécessaire. De son côté, Noël suggère de meilleures conditions de travail pour les ouvriers, alors que Charles est farouchement opposé au socialisme. Quant à Margrit, elle distribue maïs, pommes de terre et argent aux pauvres des environs. Alors que ses ouvriers se sont mis en grève à l’instigation de Noël, poussé à bout, Charles casse tout dans la brasserie et quitte le domicile conjugal, suivi de Margrit, pour se réinstaller dans la brasserie de ses débuts qui n’est plus que ruines. Il faut repartir de zéro. Magrit propose alors à Charles de l’aider et le convainc de payer décemment ses ouvriers, cela dans son intérêt même. La "Brasserie Steenfort", flambant neuve, est bâtie sur l'emplacement de l'ancienne maison de Franz Texel. Mais, un jour où Charles est en voyage et où Magrit est seule, le fils de ce dernier, Peter Texel, refait surface pour, papiers à l’appui, reprendre possession de son bien en apprenant au passage à Margrit qu’il est aussi le fils de Charles. Margrit se laisse séduire mais, pendant qu’il dort, brûle les précieux papiers. A son réveil, elle lui offre 2 000 francs pour son terrain et pour solde de tout compte, et à condition qu’il parte immédiatement pour l’Amérique. Sur le quai, elle lui remet l’argent et lui fait signer un acte de vente lui cédant le foncier de la brasserie. Au retour de Charles, elle lui demande de lui faire un enfant. Puis, elle profite d’un nouveau déplacement de Charles pour passer la nuit avec Noël, de manière que son enfant soit légitime aux yeux de tous et hérite les deux brasseries. Après avoir ainsi couché avec trois hommes en l’espace de quelques jours, elle tombe effectivement enceinte et donne naissance à un fils, qu’elle prénomme Adrien en souvenir du premier amour de Charles. Quatre mois plus tard, l’enfant est enlevé par Elise qui s’est échappée de l’asile. Charles, en venant chercher Adrien, tombe d’une grange, poussé par Elise. Ils meurent tous les deux sur le coup, mais l’enfant est sauvé. On relève là encore quelques différences avec la BD originelle, notamment les circonstances de la rencontre entre Charles et Magrit et, surtout, l’enlèvement d’Adrien par Elise, devenue folle, suivi de la mort brutale, accidentelle et simultanée de Charles et d’Elise.

#### Épisode 3:Adrien (1916-1919)
- Numéro(s) : 3 (1.3)
- Scénariste(s) : Jean Van Hamme
- Réalisateur(s) : Jean-Daniel Verhaeghe
- Distribution : Florence Pernel (Margrit Steenfort-Feldhof), Christopher Thompson (Adrien Steenfort), Pascal Elso (Noël Steenfort), Johan Leysen (Servais Laurembert), Rik Hancké (le général Herman Von Landau), Henri Monin (Mathieu), Lucas Van de Eynde (Peter Texel), Élise Tielrooy (Johanna Texel)
- Diffusion(s) : 
  - France 2 :
  - Cuisine.tv :
  - Vivolta :
  - Direct 8 :
- Résumé : En 1917, Bourg d'Artois est occupé par les Allemands et vidé de ses jeunes hommes, mobilisés. Margrit, âgée désormais de 50 ans, fait tourner la Brasserie Steenfort comme elle peut, avec l’aide précieuse de Servais, son contremaitre, résistant et franc-tireur, qui l’aime secrètement. Pendant ce temps, son fils Adrien (27 ans) - qui, par égard pour la patrie de sa mère, a refusé d’aller combattre - est affecté au Service de Santé sur le front de l'Yser. Mais, ayant refusé une mission d’espionnage, il est envoyé au front où, fait prisonnier, il apprend par hasard que sa mère était prostituée dans sa jeunesse, à Munich. Mortifié et amer, il parvient à s’enfuir et à rejoindre les lignes françaises où, blessé, il est hospitalisé et décoré pour sa bravoure. Il fait à cette occasion la connaissance de Johanna, une jeune journaliste canadienne dont il ne tarde pas à tomber amoureux. Cependant, haïssant désormais les Allemands, Adrien veut retourner au front, ce qui suscite la colère de Johanna qui repart au Canada. A la Brasserie, Margrit fait face à des difficultés croissantes, ce qui fait qu’à l’instigation de Servais, elle se résout à aller demander la protection du général allemand, chef de la kommandantur, ce à quoi elle s’était toujours refusée. Homme du monde et séduit par le charme et la classe de Margrit, celui-ci empêche que ses cuves soient saisies pour être fondues. Malheureusement, il est bientôt remplacé par un autre général, sadique et pervers qui, informé du passé de Magrit par les services de renseignement, la traite sans ménagement, la bat et la viole. Lors de la libération du village, elle parviendra à liquider cette brute en fuite qui ose lui demander de le cacher. Effondrée par ce qu’elle a été réduite à faire pour sauver la vie de Servais, prisonnier et torturé, Margrit est en outre en butte à l’hostilité des piliers de comptoir du village qui, profitant de la libération, iront jusqu’à commencer à la tondre en attendant pire, Servais parvenant toutefois à la sauver in extremis.  Adrien retrouve sa mère et ne tarde pas à lui faire reproche de ce qu’il a appris sur son compte. Outrée par son ingratitude, elle lui cède la direction de la brasserie et part s’installer chez Noël, trop heureux de la récupérer. Margrit révèle alors à Noël son passé de courtisane. Celui-ci la rassure en lui avouant qu’il était au courant et que ça ne change rien à l’amour qu’il lui porte. Touchée, Margrit lui fait alors une révélation capitale pour toute l’histoire de la dynastie et ce qui pourrait advenir : Adrien est bien de lui, notamment pour une raison simple : Charles était stérile.  Mais Pieter Texel refait surface. Après avoir demandé à Margrit s’il ne serait pas le père d’Adrien, devant la réponse négative de celle-ci - ce qui est décisif pour la suite - et faisant état de ce que les femmes n’ont pas la capacité juridique, il fait annuler l’acte de vente à Margrit du terrain qu’il a hérité de son père et devient ainsi propriétaire de la brasserie Steenfort.  Mais un coup de théâtre intervient : Johanna, la jeune canadienne séduite par Adrien, s’avère être la fille de Pieter Texel. Enceinte d’Adrien, elle a accouché d’une fille, Juliette. Et la brasserie, désormais propriété de leur bébé, va pouvoir continuer sous la direction d’Adrien, qui se marie avec Johanna.

Cette fois encore, le récit s’écarte de la BD d’origine sur plusieurs points : notamment, dans celle-ci, l’explication orageuse entre Margrit et son fils Adrien intervient des années plus tard et, surtout, Pieter Texel ne réapparaît jamais, la perpétuation de la dynastie étant assurée, non par Johanna, mais par Rose Paliseul, l’infirmière qui s’est occupée d’Adrien pendant son séjour à l’hôpital.

### Deuxième saison (1999)

#### Épisode 4:Régine (1934)
- Numéro(s) : 4 (2.1)
- Scénariste(s) : Jean Van Hamme
- Réalisateur(s) : Jean-Daniel Verhaeghe
- Distribution : Bernard Le Coq (Adrien Steenfort), Isabel Otero (Régine Texel), Nicole Courcel (Margrit Steenfort), Nicolas Vaude (Léopold Garcin), Johan Leysen (Servais Laurembert), Catherine Istasse (Juliette Steenfort), Gauthier Carnat (Charles Steenfort), Pascal Elso (Noël Steenfort), Marcel Dossogne (Gérard Duponcet)
- Diffusion(s) : 
  - France 2 : 31 août 1999[3]
  - Cuisine.tv :
  - Vivolta :
  - Direct 8 :
- Résumé : Adrien, à 44 ans, dirige la brasserie de Juliette, sa fille aînée, qui ne s’intéresse absolument pas à l’univers de la bière. Lors de la naissance de Marianne, sa dernière enfant, sa femme Johanna est morte. Pour lui succéder, il fonde tous ses espoirs sur Charles, dont Servais, son directeur technique, assure la formation. À la mort de Pieter Texel, son beau-père, devenu grâce à la prohibition le roi de la bière outre-Atlantique, Régine Texel, veuve de celui-ci, intrigante et unique héritière de la brasserie Texel selon la loi canadienne, vient en France et tente vainement de séduire Adrien pour mettre la main sur la Brasserie Texel & Steenfort. En cette période de troubles sociaux, les grèves se multiplient, même au sein de la brasserie, dont les salariés sont pourtant bien traités. Garcin, le nouveau directeur commercial, individu habile et sans scrupules, introduit auprès d’Adrien par son banquier Duponcet, ne tarde pas à montrer sa malfaisance. Ainsi, grâce aux révélations extorquées à sa naïve comptable qu’il a séduite, il ne tarde pas à faire tomber pour fraude fiscale la brasserie Leroy, que son patron, aux abois, est réduit à offrir à Adrien pour quelques millions afin de tenter de sauver les meubles.  Dans le même temps, Garcin fait une cour assidue et intéressée à Juliette. Enfin, militant d’extrême droite, il pousse Adrien à se présenter à la mairie de Bourg d’Artois et à durcir le ton avec ses employés. Il va même jusqu’à en faire rosser quelques-uns par les gros bras de son parti, ce qui pourrit le climat social dans le village. Pire, après avoir fait accuser de vol et licencier le responsable syndical de la brasserie, il tente de faire assassiner Servais. De son côté, bien qu’éconduite par Adrien, Régine Texel ne renonce pas pour autant. Ayant appris que Charles était en quête de fonds pour racheter la brasserie Leroy, elle n’hésite pas à aller voir Duponcet et à lui offrir une commission pour qu’il l’introduise dans le tour table dont Charles à besoin pour cette opération. Puis, elle revient à la charge auprès d’Adrien qui finit par céder à ses avances. Mais Margrit, qui a fait enquêter sur Régine, a désormais les preuves de son passé trouble et la somme de repartir immédiatement pour les Etats-Unis. Et Régine, la rage au cœur, est bien obligée de s’exécuter. D’abord sourd et aveugle aux mises en garde prodigués par sa mère Magrit, tant sur Régine Texel que sur Garcin, Adrien finit cependant par ouvrir les yeux sur la nature de Garcin, et sur la liaison de ce dernier avec Juliette qu’il a mise enceinte. Adrien renonce alors brutalement à ses ambitions électorales et met Garcin à la porte. Ivre de haine, celui-ci se venge en incendiant la brasserie, incendie au cours duquel Charles et Servais meurent, brûlés vifs, double crime qu’Adrien, fou de douleur, jure de lui faire payer. Par rapport à la BD originelle, la différence essentielle est le personnage de Régine Texel, absent de l’œuvre d’origine. Aussi, Adrien n'a plus 4 mais 3 enfants. En effet, dans la BD, Adrien a deux filles ainées, Fernande et Marianne, qui ont été fusionnées en un seul personnage dans le téléfilm, Juliette. La fille cadette, Julienne, devient quant à elle Marianne à l'écran.

#### Épisode 5:Marianne (1950)
- Numéro(s) : 5 (2.2)
- Scénariste(s) : Jean Van Hamme
- Réalisateur(s) : Jean-Daniel Verhaeghe
- Distribution : Bernard Le Coq (Adrien Steenfort), Isabel Otero (Régine Texel), Françoise Gillard (Marianne Steenfort), Virginie Thirion (Juliette Lebrun-Steenfort), Pascal Elso (Noël Steenfort), Alain Lempoel (Frédéric Lebrun), Pierre Dherte (Fabien Devallée), Camille Verhaeghe (Jackie), Frédérik Imbo (Michael Fenton)
- Acteurs(s) :
- Acteurs(s) :
- Diffusion(s) : 
  - France 2 :
  - Cuisine.tv :
  - Vivolta :
  - Direct 8 :
- Résumé : À 60 ans, Adrien est malheureux et amer car il n’est pas sûr de pouvoir transmettre en de bonnes mains ce que ses ancêtres lui ont légué. Ses deux filles, Juliette et Marianne ne sont en effet pas à la hauteur de ses espérances, ce qui lui fait regretter d’autant plus la mort prématurée de son fils Charles, enfant doué et prometteur assassiné par Garcin, qu’il séquestre, emmuré vivant, depuis quinze ans dans les ruines de la brasserie de Bourg d’Artois et qu’il vient nourrir chaque soir comme un animal. Marianne, qui vit une romance cachée avec un de ses professeurs, reçoit pour mission de s’occuper d’un jeune stagiaire, Michaël Fenton, héritier des brasseries du même nom, implantées en Ecosse et qu’Adrien verrait bien, pour des raisons patrimoniales, épouser sa fille. Après le suicide de Margrit, atteinte d’un cancer incurable, Marianne se voit confier le journal de sa grand-mère et prend alors conscience des décennies de sacrifices qui ont permis ses enviables conditions d’existence. Alors que les banquiers d’Adrien, remontés par Duponcet, devenus ses actionnaires, réclament des dividendes, Régine Texel revient pour racheter une à une leurs parts, ainsi que celles de Juliette et Marianne. Apprenant que Régine est derrière cette tentative de prise de contrôle de son entreprise, Adrien décide de se battre en liquidant un maximum d’actifs et en s’endettant de manière considérable. En apprenant la trahison de ses filles, qui ont vendu leurs parts et ont ainsi ruiné ses efforts, il fait un infarctus. Pour sauver la brasserie et épargner des poursuites à son père, Marianne se résout alors à épouser Michaël Fenton, réitérant ainsi, comme par l’effet d’une malédiction familiale, le choix d’un mariage de raison, fait cent ans plus tôt par Charles, le fondateur de la dynastie. La Brasserie est sauvée et l’abominable Duponcet échappe de peu à la ruine complète, Régine lui rachetant in extremis ses parts à moitié prix. Pendant le coma d’Adrien, Garcin est mort de faim et de soif dans sa geôle. Dès son réveil, Adrien se précipite dans les ruines de son ancienne brasserie et découvre son pire ennemi dévoré par les rats. Après avoir brûlé le cadavre, désespéré, il se suicide d’une balle dans la bouche.

#### Épisode 6:Jay (1973)
- Numéro(s) : 6 (2.3)
- Scénariste(s) : Jean Van Hamme
- Réalisateur(s) : Jean-Daniel Verhaeghe
- Distribution : Valéria Cavalli (Marianne Steenfort), Sébastien Dutrieux (François Fenton), Randall Holden (Jay Morgan), Vic de Wachter (Vierkant), Serge Kribus (Philippe), Bernard Damien (Cambier), Michel Decleire (Germeau), Isabel Otero (Régine Texel), Caroline Veyt (Frederika), Frédérik Imbo (Michael Fenton)
- Diffusion(s) : 
  - France 2 :
  - Cuisine.tv :
  - Vivolta :
  - Direct 8 :
- Résumé :  Marianne Steenfort, qui a pris la suite de son père Adrien comme PDG des Nouvelles Brasseries Steenfort S.A., vit à Lille avec son fils François. Avec 40 % des actions, elle dirige son entreprise, toujours sous la menace d’une prise de contrôle par le groupe Texel, qui en possède également 40 %, tandis que Michaël, son ex-mari inconsistant, en possède 20 %. A Bourg d'Artois, elle a fait raser les ruines de l'ancienne brasserie mais a conservé la maison familiale. Jay, un photographe de Newsweek, lui fait la cour avec insistance et non sans succès. Marianne, heureusement pour elle femme de caractère, doit faire face à une accumulation d'épreuves. Ainsi, des débris de verre sont bientôt retrouvés dans l’estomac de consommateurs de bières Steenfort, ce qui conduit Marianne à retirer immédiatement les 60 millions de bouteilles en circulation, décision énergique et radicale qui provoque la fureur du représentant du groupe Texel au sein de son conseil d'administration. Après une longue enquête, il s'avèrera que le coupable est un certain Germeau, récemment engagé à l'embouteillage. Celui-ci est en fait Christian, le fils de Juliette et de Garcin, qui sera abattu par la police au sein même des ateliers lors d'une tentative d'arrestation mouvementée. Par ailleurs, sa sœur Juliette a lancé une procédure remettant en cause le rachat par Marianne des actions intervenu 15 ans plus tôt, au prétexte que celles-ci auraient été sous évaluées. En outre, Frederika, une prétendue étudiante danoise que François a rencontrée à Paris, en réalité allemande membre de la bande à Baader, est tuée par la police tandis que François est un moment soupçonné de faire partie de la bande. Enfin, les Brasseries Fenton de son ex-mari, placées sous contrôle judiciaire, vont probablement devoir vendre leurs participations à l'étranger, dont naturellement les 20 % qu’elles détiennent chez Steenfort. Quant à Jay Morgan, le photographe charmant et charmeur devenu le nouveau compagnon de Marianne, il s'agit en réalité de Jay Texel, le fils de Régine et de son premier mari, un gangster mort en prison. Tout semble donc perdu pour Marianne qui ne parvient pas à réunir les fonds nécessaires et essaie de s'étourdir dans une rencontre sans lendemain car en dépit de sa rancune, elle aime toujours Jay. Cette tension extrême se dénoue avec le renoncement inattendu de Jay à son projet de prise de contrôle, qui lui prouve ainsi de manière éclatante son amour. En se mariant, Marianne et Jay réunissent une nouvelle fois les noms de Texel et Steenfort. Les dernières images montrent que Régine Texel et le jeune François Steenfort ont tiré les ficelles de ce rapprochement inespéré.

Des différences sensibles avec la BD d'origine existent, là encore : notamment le sabotage de la chaine de production par Germeau et l'épisode de Frederika ont été ajoutés. Par ailleurs, le dernier tome, « Frank 1997 », n'a pas été porté à l'écran.

## Audiences
Le premier épisode Charles (1854-1855) est vu par 7 374 060 téléspectateurs.